# Solidaridad Obrera (journal)
Pour les articles homonymes, voir Solidaridad Obrera.
Solidaridad Obrera (en français Solidarité ouvrière) est un journal anarcho-syndicaliste espagnol créé en 1907.

## Le journal de la centrale syndicaleSolidaridad Obrera(1907-1910)

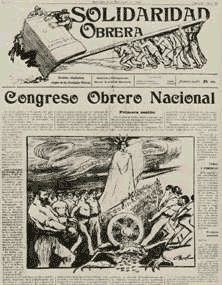
La Une de l'édition du 4 novembre 1910

L’histoire du journal commence en 1907 à Barcelone lorsqu’est créé l’organisation syndicale Solidaridad Obrera qui fédère différentes sociétés ouvrières de Barcelone.
Cette nouvelle organisation décide de se doter d’un organe de presse et c’est ainsi que le 19 octobre 1907 le premier numéro de Solidaridad Obrera voit le jour. Le rythme de parution est alors hebdomadaire
En 1910 lors du second congrès de Solidaridad Obrera il est décidé de transformer l’organisation en une confédération nationale : la CNT. Le journal anciennement organe de Solidaridad Obrera devient donc l’organe de la CNT pour la Catalogne mais il conserve cependant son ancien titre.

## Le journal emblématique de laCNTen Catalogne (depuis 1910)

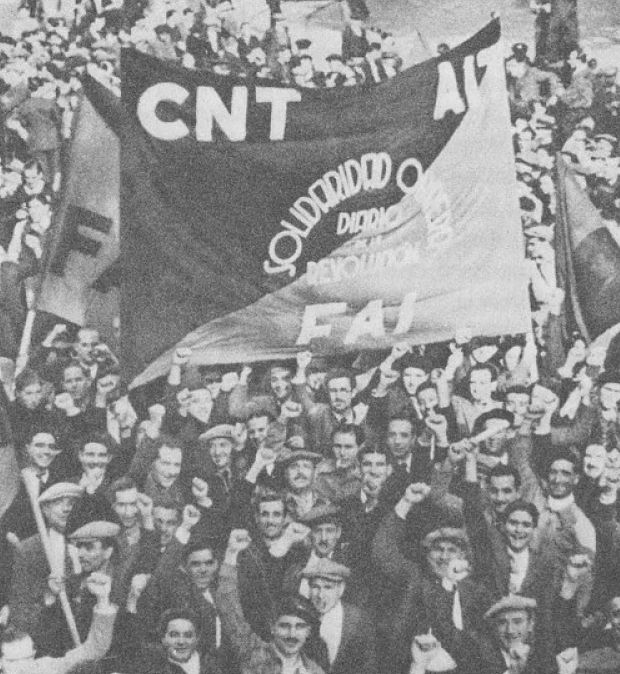
Une manifestation à Barcelone avec une bannière Solidaridad Obrera, le quotidien de la Révolution sociale espagnole de 1936.

Devenu journal de la CNT, Solidaridad Obrera verra son audience d’accroître au fur et à mesure des années et sa parution passera d’un rythme hebdomadaire à un rythme quotidien.
Ainsi quand éclate la guerre civile espagnole en 1936 Solidaridad Obrera est diffusé à 220 000 exemplaires à travers la Catalogne.

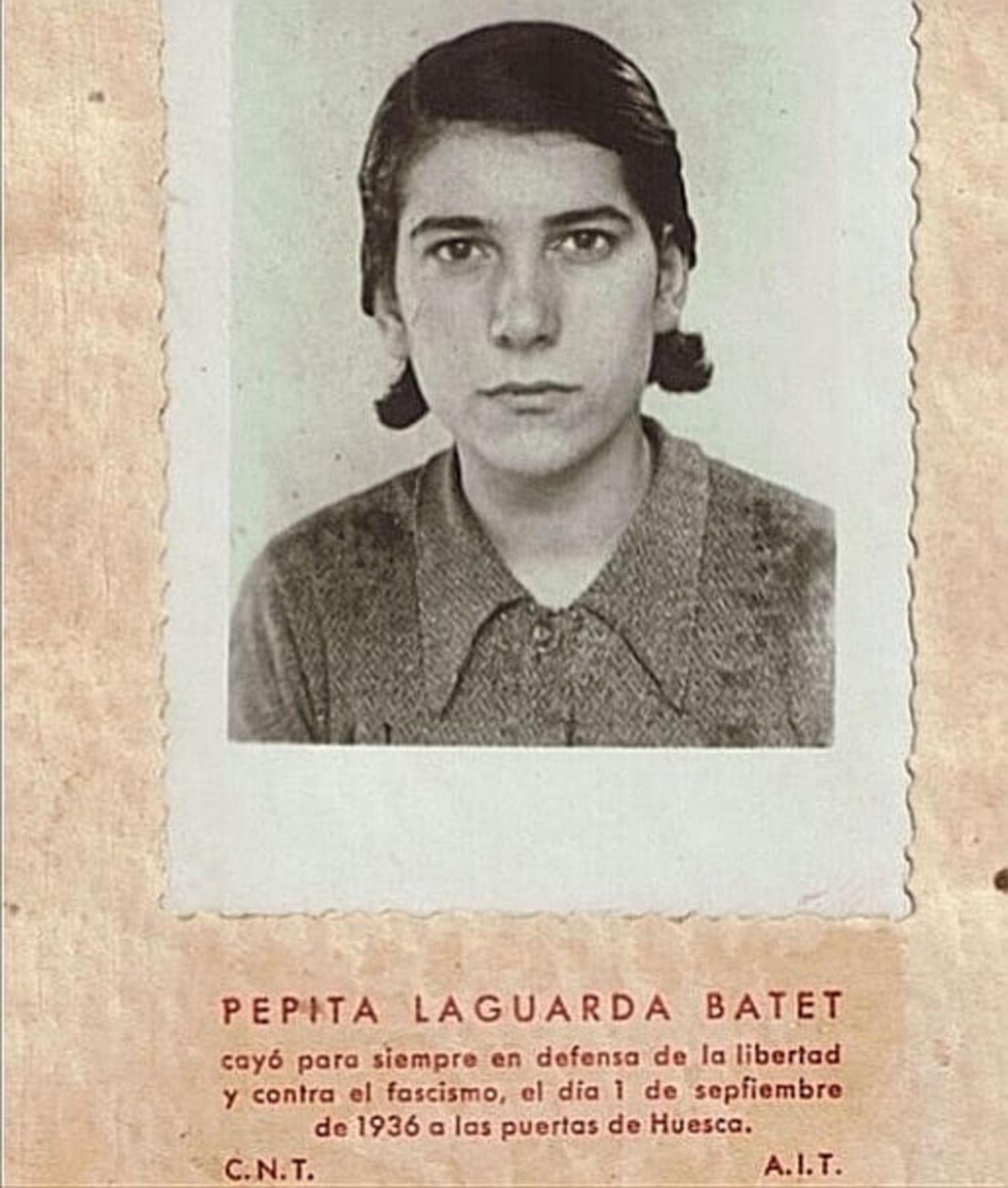
Pepita Laguarda Batet, Solidaridad Obrera, 1936 - Kate Sharpley Library.

En septembre 1936, le journal publie le célèbre portrait de Pepita Laguarda Batet (1919-1936), combattante de la CNT originaire de L'Hospitalet de Llobregat, qui est la plus jeune soldate tuée au combat pendant la guerre. C'est son petit ami Juan López Carvajal, dévasté, qui en informe ses camarades et la rédaction de Solidaridad Obrera depuis Grañen sur le front d'Aragon.
Durant les évènements de mai 1937, les leaders anarchistes trahiront la cause prolétarienne. Les éditions du journal de la CNT prônant l'arrêt de la lutte sont donc détruites par les ouvriers des barricades :  "Sur les barricades, la capitulation fraternelle prônée par Solidaridad Obrera recevait le plus souvent le traitement mérité : on brûlait le journal."
La victoire de Franco va entraîner la fin du journal. La dernière édition sort le 24 janvier 1939, peu de temps avant l’entrée des troupes nationalistes à Barcelone.
Le régime franquiste condamnera Solidaridad Obrera à la clandestinité et à l’exil. Ainsi en France dès la Libération des militants espagnols ayant combattu durant la guerre civile reprendront la publication de Solidaridad Obrera. Le journal sera aussi diffusé clandestinement en Espagne malgré la dictature.
La mort de Franco et la fin de la dictature en Espagne permettront au journal de sortir de la clandestinité et le 1er mai 1976 Solidaridad Obrera reéaparait officiellement en Espagne.
Aujourd’hui Solidaridad Obrera existe toujours et fête en 2007 ses 100 ans d’existence. Paraissant de manière bimensuelle le journal est toujours l’organe de la CNT de Catalogne.